# Hans Sturm (Fußballspieler)
Hans „Hansi“ Sturm (* 3. September 1935 in Schönau; † 20. Juni 2007 in Köln) war ein deutscher Fußballspieler, der als Aktiver des 1. FC Köln in den Jahren 1962 und 1964 die deutsche Fußballmeisterschaft gewann und in der Fußball-Oberliga West von 1960 bis 1963 viermal in Folge Meister wurde.

## Laufbahn

### Vereine bis 1963
Hans Sturm wurde im schlesischen Schönau im Landkreis Goldberg geboren, 1950 kam die Familie nach Köln. Zuvor hatte sie fünf Jahre nach dem Ende des Zweiten Weltkriegs in Osterode am Harz zugebracht. Ab der B-Jugend spielte Hans Sturm in der Jugend des 1. FC Köln. Zur Runde 1955/56 wurde er aus der Amateurmannschaft in das Vertragsspieleraufgebot übernommen.
Unter Trainer Hennes Weisweiler debütierte Sturm, der zumeist als Halbstürmer oder Außenläufer im WM-System eingesetzt wurde, am ersten Rundenspieltag, den 27. August 1955, im Auswärtsspiel der Oberliga West gegen den SV Sodingen in der Ligamannschaft der „Geißböcke“. Der Angriff der Kölner setzte sich bei der 1:3-Niederlage im Herner Stadtteil Sodingen aus den Spielern Walter Müller, Sturm, Berthold Nordmann, Josef Röhrig und Hans Schäfer zusammen. Insgesamt kam er in seiner ersten Oberligasaison auf zwölf Einsätze und erzielte dabei drei Tore. Ab seinem zweiten Ligajahr, 1956/57, gehörte er dann elf Jahre der Kölner Stammelf an.
Sturms persönliche Leistung wurde durch die Berufung in die Juniorennationalmannschaft U 23 am 26. Februar 1958 durch den Deutschen Fußball-Bund (DFB) auch erstmals gewürdigt. Der laufstarke, offensivfreudige und torgefährliche Mannschaftsspieler war bei den Fans beliebt und mannschaftsintern ein wesentlicher Faktor des funktionierenden Mannschaftsgeistes und wurde zu einem festen Bestandteil des 1. FC Köln in seinen erfolgreichen Jahren von 1958 bis 1965. Mit zwei Vizemeisterschaften 1958 und 1959 und dem vierfachen Titelgewinn 1960–1963 stellte der FC in den letzten Jahren der alten erstklassigen Oberliga die Leistungsspitze im Regionalverband Westdeutschland dar. Nach dem verlorenen Finale um die deutsche Meisterschaft 1960 gegen den Hamburger SV gehörte Sturm auch der Elf an, die am 12. Mai 1962 im Berliner Olympiastadion mit einem überlegen heraus gespielten 4:0-Erfolg gegen den Titelverteidiger 1. FC Nürnberg die erste deutsche Meisterschaft in die Domstadt holte. Mit Helmut Benthaus und Leo Wilden bildete er dabei die spieltragende Läuferreihe des neuen Deutschen Meisters unter der Trainerregie von Zlatko Čajkovski. Im letzten Jahr des alten Oberligasystems, 1962/63, zog der Titelverteidiger in der abschließenden Endrunde erneut ins Endspiel ein. Der westdeutsche Vizemeister Borussia Dortmund konnte aber den Spieß drehen; er entschied das Endspiel mit 3:1 Toren für sich. Insgesamt absolvierte Sturm von 1955 bis 1963 203 Spiele in der Oberliga West und erzielte dabei 58 Tore. Dazu kamen weitere 31 Spiele mit acht Toren in den Endrunden um die deutsche Meisterschaft von 1958 bis 1963.

### 1. FC Köln (Bundesliga)
Im ersten Jahr der neu installierten Fußball-Bundesliga, 1963/64, setzten sich aber Hans Sturm – er bestritt alle 30 Rundenspiele und erzielte dabei 13 Tore – und seine Kölner Mannschaftskameraden unter der Anleitung von Trainer Georg Knöpfle überlegen durch und feierten den Gewinn der zweiten deutschen Meisterschaft. Als Titelverteidiger reichte es 1965 zur Vizemeisterschaft, ehe in den zwei letzten Bundesligajahren von Hans Sturm beim 1. FC Köln, 1966 und 1967, erstmals nach acht Jahren der durchgängigen Erfolge kein Titelgewinn oder eine Vizemeisterschaft zu verzeichnen war. Sturm bestritt am 20. Mai 1967 beim 2:1-Heimsieg gegen Rot-Weiss Essen sein 113. und letztes Bundesligaspiel, wobei er für seinen Club 17 Tore erzielen konnte. Nach zwölf Jahren Spitzenfußball in der Oberliga und Bundesliga beendete er im Sommer 1967 nach insgesamt 407 Pflichtspielen mit 100 Toren seine Aktivität beim 1. FC Köln und schloss sich zur Runde 1967/68 dem SC Viktoria Köln in der zweitklassigen Fußball-Regionalliga West an.

### Internationale Wettbewerbe
Mit der Stadtelf Köln hatte der ausdauerstarke Sturm erstmals am 14. Oktober 1958 im europäischen Wettbewerb des Messepokals gegen Birmingham mitgewirkt. Weitere Erfahrung sammelte er mit der Stadtauswahl in den Spielen 1960 und 1961 gegen Olympique Lyon und AS Rom.
Ab der Saison 1961/62 bis zur Runde 1965/66 brachte es der Dauerläufer mit Spielübersicht und gefürchteten Distanzschüssen im Kölner Mittelfeld im Europacup danach für den FC auf 25 Partien mit sieben Toren. Im Messepokal 1961/62 scheiterte er nach einem Entscheidungsspiel an Inter Mailand (mit Luis Suárez) und 1963/64 setzte er sich mit seinen Mannschaftskameraden im gleichen Wettbewerb gegen La Gantoise Gent, Sheffield Wednesday und AS Rom mit Jürgen Schütz durch und schied erst im Halbfinale gegen FC Valencia aus. In Valencia hatte Köln mit 1:4 Toren verloren und führte im Heimspiel am 29. April 1964 mit 2:0 Toren und bekam in der 70. Minute einen Elfmeter zugesprochen, den aber Verteidiger Fritz Pott nicht verwandeln konnte. Im Europacup der Landesmeister 1962/63 gehörte „Hansi“ Sturm aber auch der „Geißbock“-Elf an, die aus Schottland mit einer vernichtenden 1:8-Niederlage nach Köln zurückkehrte. Das Hinspiel am 5. September 1962 beim unterschätzten FC Dundee verlor die Mannschaft von Trainer „Tschik“ Cajkovski nach einem demoralisierenden Halbzeitstand von 0:5 Toren mit 1:8 Treffern. Auf dem Rückflug aus Schottland äußerte der geknickte Trainer seine Seelenlage mit den Worten: „Besser, Flugzeug stürzt ab!“
Besser machten es Sturm und Kollegen 1964/65 bei den Landesmeistern in den Spielen gegen Partizan Tirana, Panathinaikos Athen und den drei legendären Spielen im Februar/März 1965 gegen den englischen Meister FC Liverpool. Im Heimspiel am 10. Februar fehlten Spielmacher Hans Schäfer und Linksaußen Heinz Hornig. Die klar spielbestimmende Mannschaft von Trainer Georg Knöpfle erzielte gegen die von Manager Bill Shankly defensiv eingestellten „Reds“ keinen Treffer. Im Rückspiel am 17. März an der Anfield Road war zwar Hornig wieder dabei, aber Kapitän Schäfer war immer noch verletzt und kurzfristig mussten auch noch Mittelstürmer Christian Müller und Stopper Leo Wilden ersetzt werden. Liverpool startete einen Sturmlauf, die Kölner stemmten sich mit einer Abwehrschlacht erfolgreich dagegen an, und auch die zweite Partie zwischen den zwei Kontrahenten endete torlos 0:0. Das Entscheidungsspiel am 24. März in Rotterdam musste die Entscheidung bringen. Jetzt fielen auch vier Tore, aber auch in Rotterdam endete das Spiel Remis. Nach einem 2:2 nach Verlängerung entschied der „Münzwurf von Rotterdam“gegen Köln. Sturm hatte in allen drei heftig umkämpften Begegnungen Fleißarbeit zwischen den Strafräumen geleistet und sich im Kampf gegen die Liverpooler Offensive mit Ian Callaghan, Roger Hunt, Ian St. John, Tommy Smith und Peter Thompson aufgerieben. Der junge Wolfgang Weber hatte in Rotterdam sogar mit gebrochenem Wadenbein das Spielfeld nicht vorzeitig verlassen.
Die letzten Spiele im Europacup bestritt der Routinier 1965/66 im Messepokal gegen Union Luxemburg, Aris Saloniki und Újpest Budapest. An der Donau setzte sich die offensive Spielkunst der Mannen um Ferenc Bene, László Fazekas, János Göröcs und Sándor Zámbó am 16. Februar 1966 in Budapest beim klaren 4:0-Heimerfolg der violett-weißen Magyaren durch und die internationalen Auftritte von Hans Sturm waren damit beendet.

### Vereine von 1968 bis 1971
Von 1967 bis 1971 schlossen sich für einen der beliebtesten Kölner Spieler noch 107 Einsätze in der Fußball-Regionalliga West mit 29 Toren für Viktoria Köln an, ehe er danach im Amateurlager beim FSV Gebäudereiniger Köln und Post SV Köln endgültig seine Spielerkarriere ausklingen ließ.

### Nationalmannschaft 1958 bis 1962
Bereits im Juni 1957 wurde Sturm zu zwei Testspielen der Nationalmannschaft eingeladen. Vom 22. bis 28. Juli 1957 nahm er am ersten WM-Lehrgang in München teil. Im Jahr der Fußball-Weltmeisterschaft 1958 in Schweden kam Hans Sturm in der Oberliga West in 29 Ligaspielen auf 18 Tore. Bundestrainer Sepp Herberger testete den Kölner Außenläufer und Halbstürmer in der Rückrunde erstmals am 26. Februar 1958 in der Juniorennationalmannschaft U 23. Beim 4:1-Erfolg in Wuppertal gegen Belgien bildete er mit Karl Borutta und Ludwig Landerer die Läuferreihe der DFB-Auswahl. Beim Länderspiel am 19. März in Frankfurt gegen Spanien saß er noch auf der Ersatzbank, spielte dafür aber am 26. März in Basel in einer deutschen Auswahl gegen eine Schweizer Auswahl. Am 2. April debütierte der Kölner in der A-Nationalmannschaft beim Länderspiel in Prag gegen die Tschechoslowakei. Deutschland verlor mit dem Innentrio Sturm, Fritz Walter und Hans Schäfer das Spiel mit 2:3 Toren. Der Bundestrainer nahm Sturm aber trotzdem zum WM-Turnier 1958 nach Schweden mit. Dort kam er am 28. Juni in Göteborg beim Spiel um den dritten Platz gegen Frankreich zu seiner zweiten Länderspielberufung. Ohne die vorherigen Turnierstammspieler Fritz Herkenrath, Erich Juskowiak, Horst Eckel, Fritz Walter, Uwe Seeler und Aki Schmidt hatte die deutsche Elf gegen die von Regisseur Raymond Kopa und Torjäger Just Fontaine angeführte Französische Fußballnationalmannschaft aber keine Chance und verlor das Spiel mit 3:6 Toren. Sturm bildete dabei mit Helmut Rahn, Alfred Kelbassa, Hans Schäfer und Hans Cieslarczyk den Angriff.
Im Vorfeld der Weltmeisterschaft 1962 in Chile rückte Sturm wieder durch diverse Auswahlspiele (Nationalmannschaft gegen Vereine; Westdeutschland gegen Süddeutschland; am 21. März 1962 in Saarbrücken das abschließende Testspiel einer A-Auswahl gegen eine B-Auswahl) in den Kreis der Herberger-Auswahl. Beim letzten Länderspiel vor der WM, am 11. April in Hamburg gegen Uruguay, gehörte er den Reservespielern an. Bei der Fußball-Weltmeisterschaft 1962 in Chile wurde der Kölner überraschend von Bundestrainer Herberger für das Auftaktspiel der DFB-Elf am 31. Mai in Santiago gegen den Gruppenfavoriten Italien nominiert. In seinem dritten Länderspieleinsatz hatte er die taktische Aufgabe eines „hängenden Rechtsaußen“ zu erfüllen, um das Mittelfeld zu verstärken. Defensive war in Chile angesagt, und das Spiel endete 0:0-Unentschieden. Beim Rückflug aus Südamerika trug eine DFB-Auswahl am 17. Juni in New York ein Freundschaftsspiel gegen eine DAFB-Auswahl aus, wo Sturm als linker Außenläufer zum Zuge kam. Zu weiteren Turniereinsätzen kam er in Chile wie auch zu weiteren Nationalmannschaftseinsätzen nach der WM nicht mehr.

## Persönliches
Hans Sturm war gelernter Klempner, betrieb im Stadtteil Köln-Sülz eine Tankstelle und wurde im Vorort Widdersdorf sesshaft. Er war Gardemitglied der Karnevalsgesellschaft „Rote Funken“ und begleitete intensiv die fußballerische Laufbahn seines Sohnes Ralf. Hans Sturm verstarb in der Nacht zum 24. Juni 2007 an einem inoperablen Hirntumor in der Uniklinik Köln.
Im Nachruf des Kölner Stadt-Anzeigers vom 25. Juni wurde er von seinen langjährigen Mitspielern Leo Wilden, Hans Schäfer und Wolfgang Overath gewürdigt: „Hansi war immer ein Mensch, der viel zu bescheiden war. Er hat nie was verlangt, er war immer anständig und gutmütig. Er war der großartigste Spieler, den wir je hatten. Hansi Sturm war ein Großer. Als Fußballer, aber vor allem als Mensch.“

## Erfolge
- 1962 und 1964: Deutscher Meister
- 1960, 1963 und 1965: Deutscher Vizemeister
- 1960 bis 1963: Westdeutscher Meister